# Lycaena lampon
Lycaena lampon is een vlinder uit de familie van de Lycaenidae. De wetenschappelijke naam van de soort is voor het eerst geldig gepubliceerd in 1870 door Julius Lederer.

## Synoniemen
- Chrysophanus lamponides Staudinger, 1901
- Lycaena eberti Forster, 1972